# Hanul Poștei din Lugoj
Hanul Poștei din Lugoj este un monument istoric aflat pe teritoriul municipiului Lugoj.

## Galerie

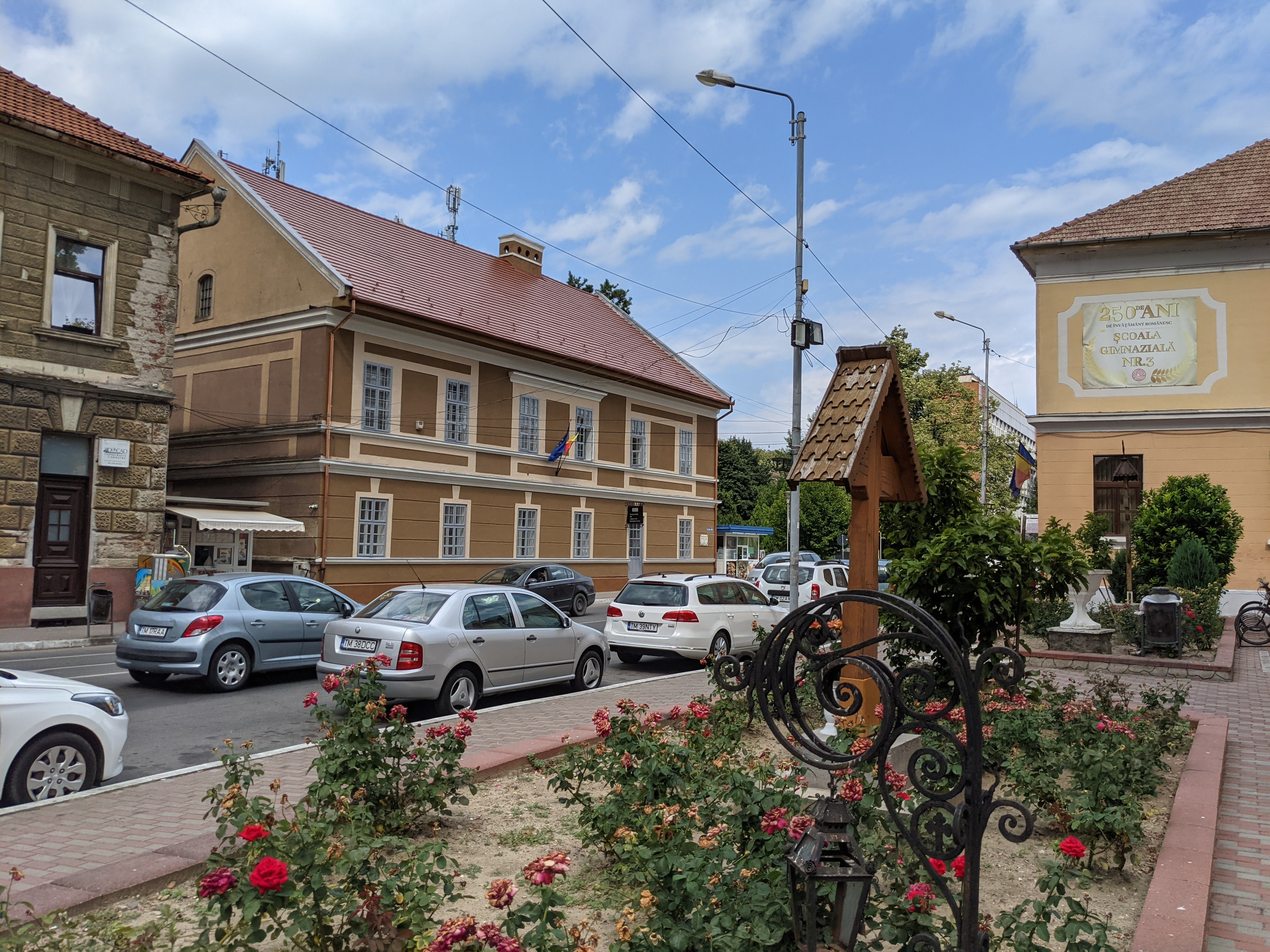
Vedere dinspre Biserica ortodoxă Adormirea Maicii Domnului (2021)
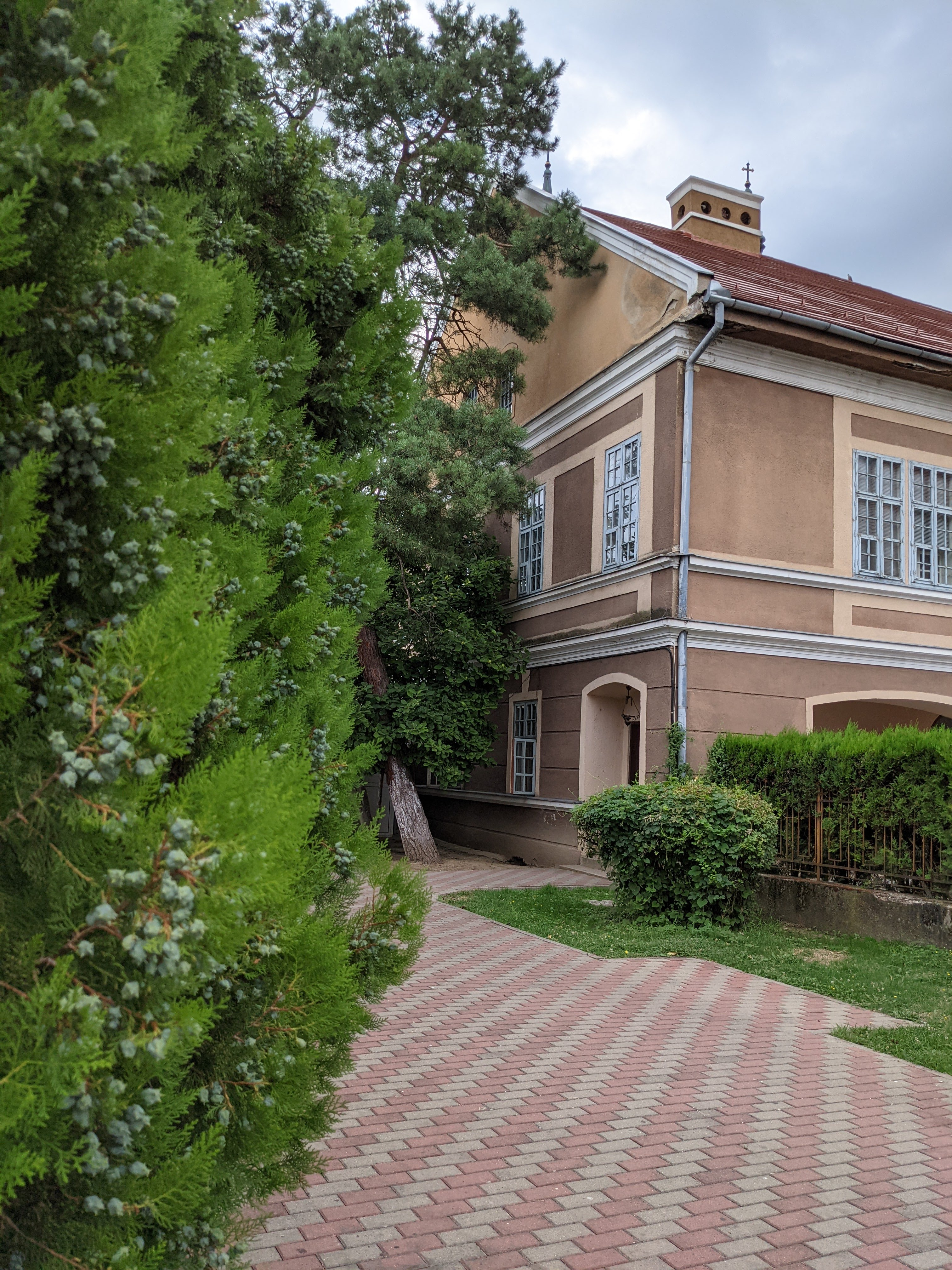
Vedere dinspre Parcul Poștei (2021)